# 楊尤奇
杨尤奇，字诣殊，号薪庵，山西沁县人，清朝政治人物、進士出身。
康熙三十九年（1700年）庚辰科进士，选翰林院庶吉士，授编修，充国史馆纂修，侍直南书房。著有《诗古文》。 